# Lalitgiri
Lalitgiri (en oriya: ଲଳିତଗିରି) es un complejo budista en Orissa, India que comprende grandes estupas y monasterios (viharas), similares al de Ratnagiri. Junto a Ratnagiri y Udayagiri forma parte de la Universidad de Puspagiri.
Desde 1985, se han llevado a cabo numerosas excavaciones, principalmente por parte de la Archaeological Survey of India. Está previsto que se construya un museo para mostrar ataúdes reliquia que se creen contienen huesos de Gautama Buda y otros hallazgos arqueológicos para su exhibición pública.